# Shin'ichi Hoshi
Shin'ichi Hoshi (星 新一 Hoshi Shin'ichi?,  Tokio, 6 de septiembre de 1926-Tokio, 30 de diciembre de 1997) fue un escritor japonés conocido sobre todo por sus novelas de ciencia ficción (de las que escribió más de 1000). Ganó el premio de novela policíaca japonesa con Mōsō Ginkō (Delusion Bank) en 1968.

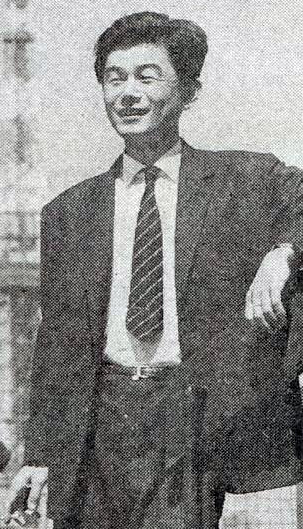
Hoshi en 1963.

Su amigo Osamu Tezuka utilizó su nombre para un personaje.